# Alopecosa nybelini
Alopecosa nybelini är en spindelart som beskrevs av Roewer 1960. Alopecosa nybelini ingår i släktet Alopecosa och familjen vargspindlar.
Artens utbredningsområde är Afghanistan. Inga underarter finns listade i Catalogue of Life.